# 秀拉 (小说)
《秀拉》（Sula）是一本由诺贝尔获奖者托妮·莫里森写的小说，1973年出版。

## 剧情概要
The Bottom是一个在俄亥俄州聚集着多数黑人的社区，坐落于有许多白人，富有的社区（Medallion城）之上的一个小山丘。一个主人把这座山丘给他的一个奴隶时，它才形成一个社区. 这份礼物实际上是一个诡计，主人给这个奴隶的其实是一段贫瘠的山地，而为让奴隶相信这块土地有价值，就声称因为它是山地，所以更加贴近天堂。然而，这却导致了一个繁荣社区的出现。如今，这个社区面临着一个新的挑战；富有的白人出于喜好，将要毁坏大部分的地方来建一个高尔夫球场。
Shadrack, the Bottom的居民, 参加过一战，回来时已非常脆弱，无法面对复杂的社会；他生活在市郊，尝试着让生活有序。其中一个方法便是举行一个叫做国家自杀节（National Suicide Day）的仪式，来分离他对死亡的恐惧。这个小镇第一次注意到他和他的仪式，然后不假思索地接纳了他。
期间，Nel和Sula的家庭不同，Nel生在一个对社会习俗深信不疑的家庭；她的家庭很稳定，虽然有人会视之为呆板。Nel对她妈妈Helene想给她的传统生活并不明晰；当她遇见Rochelle，曾是妓女的祖母，这些疑问就更加深入。Sula的家庭十分不同：她与祖母Eva，妈妈Hannah生活，小镇上的人觉得她祖母和妈妈很古怪松散。她们的房子同时也供三个养子和一些长期的寄宿者居住。
尽管有这些差异，年少时Sula和Nel却十分亲近。然而，一个件事改变了一切。某日Sula与一个邻家的男孩Chicken Little玩耍，两人旋转时Sula松了手，男孩于是坠入附近的河中溺水了。就算她们不是故意伤害这个男孩，她们也没有告诉任何人。Sula和Nel开始产生隔阂。某日，Sula的妈妈裙子着了火烧死了。祖母Eva从窗子里看见她女儿着火后就跳到花园里。
高中以后，Nel选择结婚并且以妻子和母亲的传统角色定居下来。Sula选择了一条极度不同的方式，活得十分独立，对于社会习俗全然不顾。Nel结婚之后，Sula离开了the Bottom十年。有传言说她与许多白人有染。但是，她觉得人们每日都遵循同样无聊的程序，于是决定返回the Bottom，返回Nel。
回来之时，由于她对社会传统的藐视，小镇上的人视Sula为邪恶的化身。他们的仇恨一部分是基于她与异族交媾。当Sula和Nel的丈夫Jude有染时，人们的仇恨变得十分明显，Jude后来抛弃了Nel。讽刺的是，社会把Sula标榜为恶魔却使他们本身生活得更加好。她的出现给了这个社区人人和谐相处提供了巨大动力。Nel与Sula决裂。就在Sula死于1940年前，她们才勉强达成了和解。Sula之死，使小镇的上的和谐马上消散了。

## 人物
- Sula Peace： 主人公，她的回归影响了整个the Bottom社区
- Eva Peace：Sula的祖母，失去了一条腿。具体原因不明，据说是为了获得保险金来养育三个孩子于是把腿放在铁轨上。
- BoyBoy：Sula的祖父，因为另一个女人抛弃了Eva。
- Hannah Peace：Sula的妈妈，Eva的长女。Hannah是个杂乱的无业女人，早先死于火烧。女儿Sula目睹了这场火，却没有任何举动。
- Eva (Pearl) PeaceSula的阿姨，老Eva的小女儿（位居子女的中间）。
- Ralph (Plum) PeaceSula的叔叔，Eva的儿子同时也是最小的孩子，他是一战老兵，吸食海洛因的瘾君子。因为精神错乱，Eva用柴油活活把他烧死。
- Helene Wright：Nel拘谨清白的妈妈。
- Nel Wright：Sula的好朋友（同时也是主人公之一）。她不想像她妈妈一样，因为她绝不会成为一个奶油冻（custard）并且绝不会象她妈妈一样遭受别人的羞辱。
- Shadrack一个精神错乱患有弹震症的一战老兵，他到Sula和Nel的家乡Medallion。发明了全国自杀节。
- Jude Greene：Nel的丈夫，因为与Sula的感情离开了Nel。
- Ajax (Albert Jacks)：Sula的知己与爱人。
- Tar Baby (Pretty Johnnie)：一个安静，胆小，部分或者完全缄默的白人，将一个Peace家庭的房间租了出去。普遍认为来到the Bottom并酗酒致死。
- The deweys：三个男孩，相互分隔一年，Eva将他们叫做“Dewey”。小说里从未提及他们的真名。这三人都以一个人名指代，因此，人物出场后，莫里森在剩下的部分就用小写的“d”来指代“dewey”。
- Chicken Little：Sula扔进河里时意外淹死的小男孩。

## 文学意义与批评
芭芭拉史密斯认为Sula是一部女同性恋小说，这并非因为Nel和Sula是同性恋（她们显然不是）但是这部小说对异性制度进行了批判 。